# Роза Митова
Роза Митова е българска оперна певица. Тя се изявява още от девет годишна пред публика. Първите ѝ участия в концерти са на отечественофронтовите естради. По-късно е солистка на ученически хорове както е солирала и в Хора на Софийските учителки. Учи гласова постановка при Селма Чурукова – асистентка на професор Людмила Прокопова.
Преломен момент е завършването и на Музикалната Академия в София с отличен успех както и двугодишният майсторски клас по Оперно сценично изкуство в класа на професор Христо Бръмбаров през 1966 г.
Стажант артист е в Софийската опера между 1966 г. и 1968 г. Участвала е в 117 спектакъла в 14 главни и второстепенни роли под диригентството на Асен Найденов, Руслан Райчев, Борис Хинчев, Михаил Ангелов и др.
Между 1969 г. и 1978 г. пее централен репертоар в Русенска опера, а след 1978 г. до втората половина на 1980-те е основен солист в Пловдивска опера.
След 1987 г. работи в Софийския музикален център и гастролира във всички оперни театри в страната. От 1988 г. до 1994 г. е преподавател в „Националното музикално училище Любомир Пипков“ в София.
След пенсионирането си продължава преподавателската си дейност в частна музикална школа.

## Ранен живот и кариера
Роза Митова е родена на 05.12.1934 г. в София в бедно работническо семейство. Майка ѝ имала хубав глас и пеела народни песни, а баща ѝ бил самоук музикант – свирел на кемене и разказвал приказки по много артистичен начин.
В края на Втората световна война Роза Митова е на десет години и като „септемврийче“ пее по многобройни естради, събрания, тържества и посещения на ранени войници в Софийските болници. Очакванията са тя да направи певческа кариера, но тя завършва Педагогическа гимназия за начални учители и дружинни ръководители.
От 1952 г. до 1960 г. работи в XXI Средно смесено училище (бившата „Девическа гимназия“) – две години като дружинна ръководителка и шест години като начална учителка. Пее като солистка на много концерти с хора на „Софийските учителки“ под ръководството на големия български хоров диригент Васил Арнаудов и пианиста Христо Станишев. По тяхно настояване и препоръка тя се подготвя за конкурс в Музикалната академия в София. През 1960 г. я приемат заедно с Гена Димитрова, Димитър Петков, Галя Савова и др. Учи в класа на асистентката на проф. Людмила Прокопова – Селма Чурукова, а след нейното напускане – четири години в класа на професор Христо Бръмбаров.
Завършва с отличен успех и двугодишния майсторски курс по оперно-сценично изкуство. През всички години на следването тя получава едната от трите стипендии на името на Стефан Македонски (другите две стипендии са присъдени на Гена Димитрова и Борислав Николов – Александров). В този период Митова вече е семейна и ражда първото си дете.
През 1966 г. Роза Митова се явява на конкурс за стажант артисти в Софийска народна опера. Приета е заедно с Гена Димитрова, Димитър Петков и др. За две години – до края на 1968 г. тя участва в 114 представления в малки, средни и големи партии – сред които Царицата на нощта, Джилда, Травиата, Оскар, Фраскита, Ксения, Тебалди и др.
През 1969 г. тя приема предложението на директора на Русенската опера – Коста Крушовенски да участва в постановка на „Вълшебната флейта“ като Памина и средата на месец април същата година заминава на репетиции в Русе. За няколко месеца там, Митова изпълнява с голям успех още Оскар, Тебалдо и Джилда.
През 1971 г. я канят в Софийска опера и тя пее с огромен успех Оскар и Памина.
За да бъде по-близо до семейството си в София, Комитетът за култура ѝ отпуска персонална щатна бройка, с която я назначават в Пловдивската опера. Там Роза Митова е приета много радушно от художествените ръководители – Ангел Христов, Кръстьо Марев и много от колегите ѝ. Има блестящи успехи в постановките „Травиата“, „Риголето“, „Лучия ди Ламермур“, „Четиримата грубияни“ и др.
Заради представянето ѝ на фестивала в Стара Загора през 1980 г. художественият съвет я удостоява с една значителна материална и морална награда „за изключителни художествени постижения в ролята на Лучия“.
От 1987 г. до края на 1989 г. Роза Митова е на работа в новосформирания Музикално-артистичен център в София на разположение на всички оперни театри.
През януари 1990 г. навършила вече 55 години е пенсионирана, но и до ден днешен Роза Митова работи частно като вокален педагог в град София. С любов и всеотдайност тя споделя своите знания и опит в операта като разпалва любопитството на своите ученици към музиката и с всичките си сили ги тласка към желания от тях успех.

## Гастроли
Най-забележителните международни гастроли на Роза Митова са в:
- Унгария: „Ивайло“

- Чехословакия: „Травиата“, „Риголето“, „Евгени Онегин“

- Румъния: „Бал с маски“, „Риголето“, „Дон Карлос“

- Куба: „Травиата“, „Риголето“

- бившият СССР: „Травиата“

## Репертоар
Най-забележителните изяви от репертора на Роза Митова са в: Царицата на нощта – „Вълшебната флейта“ – Моцарт; Памина – „Вълшебната флейта“ – Моцарт; Джилда – „Риголето“ – Верди; Виолета – „Травиата“ – Верди; Розина – „Севилският бръснар“ – Росини; Лучия – „Лучия ди Ламермур“ – Доницети; Мими – „Бохеми“ – Пучини; Микаела – „Кармен“ – Бизе; Бътърфлай – „Мадам Бътърфлай“ – Пучини; Йоланта – „Йоланта“ – Чайковски; Татяна – „Евгени Онегин“ – Чайковски; Каролина – „Тайният брак“ – Чимароза; Елвира – „Италианката в Алжир“ – Росини; Ксения – „Борис Годунов“ – Мусоргски; Люба – „Семьон Котко“ – Прокофиев; Лиза – „Утрините тук са тихи“ – Молчанов; Фраскита – „Кармен“ – Бизе; Анастасия – „Петър I“ – Андрей Петров; Софи – „Вертер“ – Масне; Марина – „Четиримата грубияни“ – В.Ферари; Оскар – „Бал с маски“ – Верди; Тебалдо – „Дон Карлос“ – Верди; Минерва – „Хубавата Елена“ – Ж. Офенбах; Мери – „Юлска нощ“ – Ж. Офенбах; Млада – „Ивайло“ – Марин Големинов; Ахиндора – „Момчето великан“ – Хреников; Анина – „Травиата“ – Верди; Глас от небето – „Дон Карлос“ – Верди

## Отзиви в пресата
„Борис Годунов ни зарадва с букет от богати гласове и релефни образи…Успешно се представи излизащата за първи път в ролята на Ксения младата певица Роза Митова (диригент Асен Найденов, в ролята на Борис – Никола Гюзелев).“ 
„Явно неудобната позиция (2 метра височина над сцената (Р.М.) при изпълнението на първата ария на Царицата на нощта не попречи на Роза Митова да ни спечели с релефния образ на заслепената от жажда за власт владетелка. Втората ария само потвърди, че този красив лирико-колоратурен сопран ще бъде една от нашите първи сили.“ 
„Знаем, че ролята на Оскар изпъква като една от централните, само когато нейният изпълнител обединява лекотата в пеенето със сценичната свобода. Хубавият синтез у Митова ни кара да зададем въпроса, дали Софийската опера малко прибързано не се освободи от тази способна певица…“ 
„Роза Митова (Оскар) – певица с убедително сценично присъствие и музикалност, която проведе постановъчния замисъл на ролята отчетливо и с чар…“ 
 „Неотдавна Националният оперен театър в Куба е представил операта на Верди „Риголето“ в нова постановка…За Роза Митова музикалният критик Хорсе Пола пише в списание „Боемия“, че тя притежава завидна гласова техника позволяваща ѝ с лекота да преодолее трудностите, които предлага.“
„… със своето обаяние, топлота и неотразима душевна сила Микаела на Роза Митова става равностойна съперница на Кармен… В нейната изразителна и артистична вокална интерпретация наред с пастелните тонове на лирична героиня, преобладават нотки на истински драматизъм…“; „…видимо се отделя сред останалите дарованието на Роза Митова – високо надарена певица и отличен музикант. Съдбата ѝ я отвежда в различни театри на страната“;„…тя предава на постановките подчертано съвременен, нетрадиционен поглед към сцената и внушенията ѝ…“ 